# Aschach an der Donau
Alkoven település Ausztriában, Felső-Ausztria tartományban, az Eferdingi járásban. Tengerszint feletti magassága 268 méter, területe 6,02 km².

## Elhelyezkedése
Aschach an der Donau Sankt Martin im Mühlkreis, Feldkirchen an der Donau, Hartkirchen és Kirchberg ob der Donau településekkel határos.

## Népesség
| 2016 | 2 193 |
| 2018 | 2 201 |